# Jacinta Marto
Jacinta de Jesus Marto (Aljustrel, Fátima, 11 de março de 1910 — Anjos, Lisboa, 20 de fevereiro de 1920) foi um dos três pastorinhos que viu Nossa Senhora na Cova da Iria, em Fátima, entre 13 de maio e 13 de outubro de 1917.
Foi beatificada pelo Papa João Paulo II, no dia 13 de maio de 2000, no Santuário de Fátima, em Portugal, e foi canonizada pelo Papa Francisco, no mesmo local, no dia 13 de maio de 2017, por ocasião das celebrações do centenário das aparições de Fátima.
Ela e seu irmão Francisco Marto foram as duas primeiras crianças não mártires a ser elevadas à categoria de santos pela Igreja Católica.

## Biografia
Filha mais nova de Manuel Pedro Marto e de sua esposa Olímpia de Jesus dos Santos, Jacinta provavelmente terá nascido a 5 de março de 1910, apesar de a data de nascimento que consta no assento de batismo ser o dia 11 de março, Foi baptizada na Igreja Paroquial de Fátima no dia 19 de março de 1910 e era uma criança típica do Portugal rural da época. Como de início não frequentava a escola, Jacinta trabalhava como pastora em conjunto com o seu irmão Francisco Marto e a sua prima Lúcia dos Santos. Mais tarde, logo após as aparições ocorridas na Cova da Iria e nos Valinhos de Fátima, e, segundo as mensagens recebidas, por recomendação de Nossa Senhora entrou na escola primária. De acordo com as memórias da Irmã Lúcia, Jacinta era uma criança afectiva e muito afável e emocionalmente frágil.

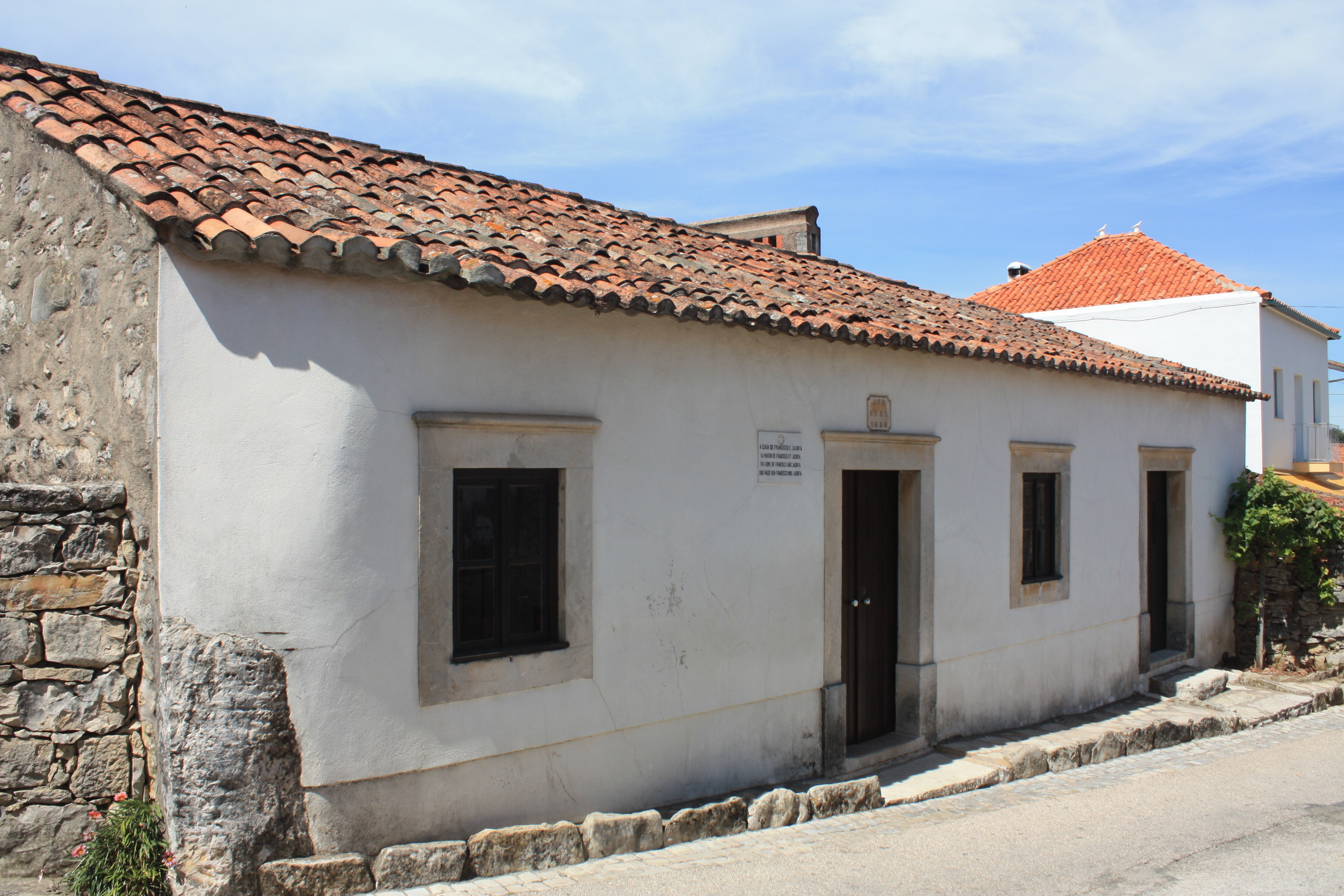
Casa onde nasceram os santos Francisco e Jacinta Marto em Aljustrel, Fátima.

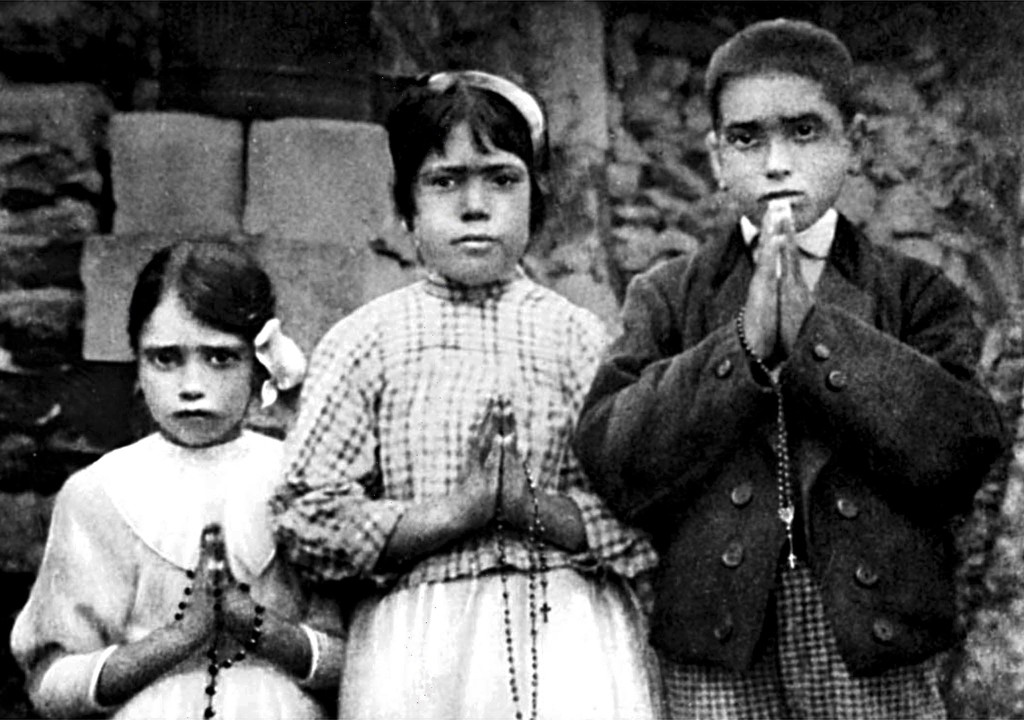
Lúcia dos Santos (aos dez anos de idade, no meio) e seus dois primos: Francisco Marto (de nove anos) e Jacinta Marto (de sete anos) segurando seus rosários.

Na sequência das aparições, os dois irmãos foram influenciados porque terão visto o inferno, durante a terceira aparição (em Julho de 1917). Deslumbrada com a triste sorte dos pecadores, na sua simplicidade, decide responder ao apelo da Virgem Maria e fazer penitência e sacrifício pela conversão dos pecadores.
As três crianças, mas particularmente Jacinta, praticavam mortificações e penitências. É possível que prolongados jejuns a tenham enfraquecido ao ponto de ter sucumbido à epidemia gerada pela pneumónica que varreu a Europa em 1918, em consequência da Primeira Guerra Mundial. Jacinta, que sofria de pleurisia e não podia ser anestesiada devido à má condição do seu coração, foi assistida em vários hospitais, esteve acolhida temporariamente no Orfanato de Nossa Senhora dos Milagres, na Rua da Estrela n.º 17, em Lisboa (atual Mosteiro do Imaculado Coração de Maria, junto ao Jardim da Estrela), o qual foi fundado e dirigido pela Madre Maria da Purificação Godinho, acabando por falecer a 20 de fevereiro de 1920, no Hospital de Dona Estefânia, freguesia dos Anjos da mesma cidade.
Jacinta Marto foi beatificada, juntamente com o seu irmão Francisco, pelo Papa João Paulo II a 13 de maio de 2000; é a cristã mais nova não-mártir a ser beatificada. O seu dia festivo é 20 de fevereiro; no dia 11 de março de 2010 celebrou-se o Centenário do nascimento da Beata Jacinta Marto, com a audiência do Papa Bento XVI. A sua canonização foi realizada pelo Papa Francisco no dia 13 de maio de 2017, por ocasião das celebrações do centenário das aparições de Fátima.

## As aparições particulares a Jacinta

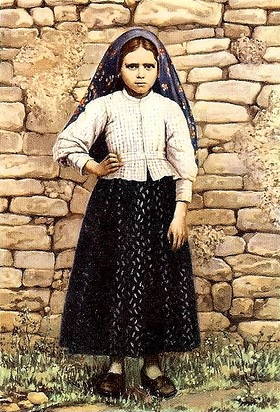
Jacinta Marto, pastorinha e vidente de Fátima

De acordo com As Memórias da Irmã Lúcia, Jacinta Marto, posteriormente às aparições de Fátima, terá recebido ainda algumas aparições particulares de Nossa Senhora. Dessas aparições marianas particulares, a Irmã Lúcia destacou as seguintes:
- Jacinta vê o Santo Padre - Lúcia assim relata na sua Terceira Memória: "Um dia, fomos passar as horas da sesta para junto do poço de meus pais. A Jacinta sentou-se nas lajes do poço; o Francisco, comigo, foi procurar o mel silvestre nas silvas dum silvado duma ribanceira que aí havia. Passado um pouco de tempo, a Jacinta chama por mim: – Não viste o Santo Padre? – Não! – Não sei como foi! Eu vi o Santo Padre em uma casa muito grande, de joelhos, diante de uma mesa, com as mãos na cara, a chorar. Fora da casa estava muita gente e uns atiravam-Ihe pedras, outros rogavam-lhe pragas e diziam-lhe muitas palavras feias. Coitadinho do Santo Padre! Temos que pedir muito por Ele. Em outra ocasião, fomos para a Lapa do Cabeço. Chegados aí, prostrámo-nos por terra, a rezar as orações do Anjo. Passado algum tempo, a Jacinta ergue-se e chama por mim: – Não vês tanta estrada, tantos caminhos e campos cheios de gente, a chorar com fome, e não tem nada para comer? E o Santo Padre em uma Igreja, diante do Imaculado Coração de Maria, a rezar? E tanta gente a rezar com Ele?
- Visões da guerra - "Um dia fui a sua casa, para estar um pouco com ela. Encontrei-a sentada na cama, muito pensativa. – Jacinta, que estás a pensar? – Na guerra que há-de vir. Há-de morrer tanta gente! E vai quase toda para o inferno! Hão-de ser arrasadas muitas casas e mortos muitos Padres (tratava-se da Segunda Guerra Mundial). Olha: eu vou para o Céu. E tu, quando vires, de noite, essa luz que aquela Senhora disse que vem antes, foge para lá também! – Não vês que para o Céu não se pode fugir? – É verdade! Não podes. Mas não tenhas medo! Eu, no Céu, hei-de pedir muito por ti, por o Santo Padre, por Portugal, para que a guerra não venha para cá, e por todos os Sacerdotes.
- Visitas de Nossa Senhora - A 23 de Dezembro de 1918, Francisco e Jacinta adoeceram ao mesmo tempo. Indo visitá-los, Lúcia encontrou Jacinta no auge da alegria. Na sua Primeira Memória, Lúcia conta: "Um dia mandou-me chamar: que fosse junto dela depressa. Lá fui, correndo. – Nossa Senhora veio-nos ver e diz que vem buscar o Francisco muito breve para o Céu. E a mim perguntou-me se queria ainda converter mais pecadores. Disse-Lhe que sim. Disse-me que ia para um hospital, que lá sofreria muito; que sofresse pela conversão dos pecadores, em reparação dos pecados contra o Imaculado Coração de Maria e por amor de Jesus. Perguntei se tu ias comigo. Disse que não. Isto é o que me custa mais. Disse que ia minha mãe levar-me e, depois, fico lá sozinha! Em fins de Dezembro de 1919, de novo a Santíssima Virgem se dignou visitar a Jacinta, para Ihe anunciar novas cruzes e sacrifícios. Deu-me a notícia e dizia-me: – Disse-me que vou para Lisboa, para outro hospital; que não te torno a ver, nem os meus pais; que, depois de sofrer muito, morro sozinha, mas que não tenha medo; que me vai lá Ela buscar para o Céu. Durante a sua permanência de 18 dias no hospital em Lisboa, Jacinta foi favorecida com novas visitas de Nossa Senhora, que lhe anunciou o dia e a hora em que haveria de morrer. Quatro dias antes de a levar para o Céu, a Santíssima Virgem tirou-lhe todas as dôres. Nas vésperas da sua morte, alguém lhe perguntou se queria ver a mãe, ao que ela respondeu: - A minha família durará pouco tempo e em breve se encontrarão no Céu… Nossa Senhora aparecerá outra vez, mas não a mim, porque com certeza morro, como Ela me disse".[8]

## Eventos históricos

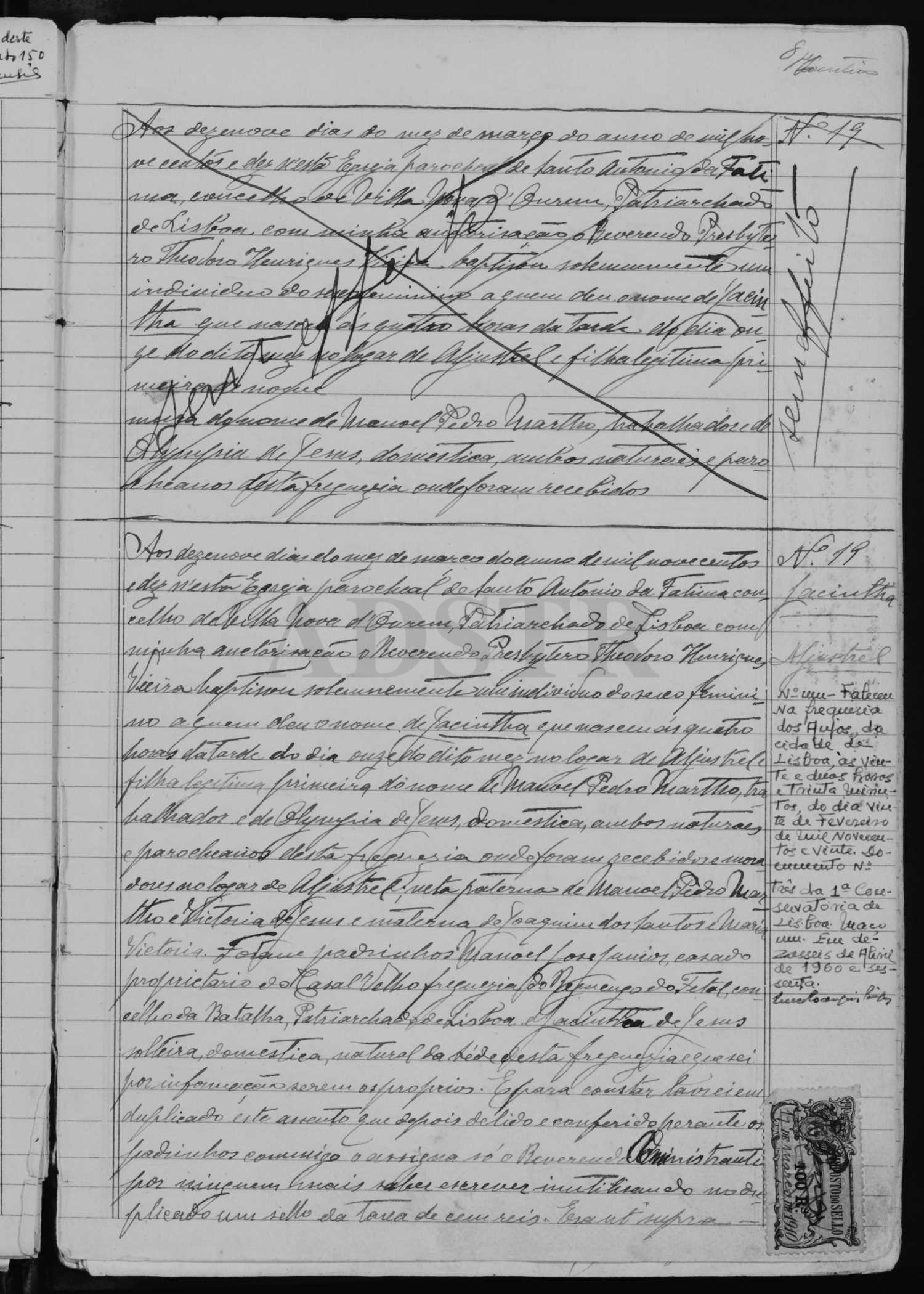
Registo de Batismo de Jacinta de Jesus Marto

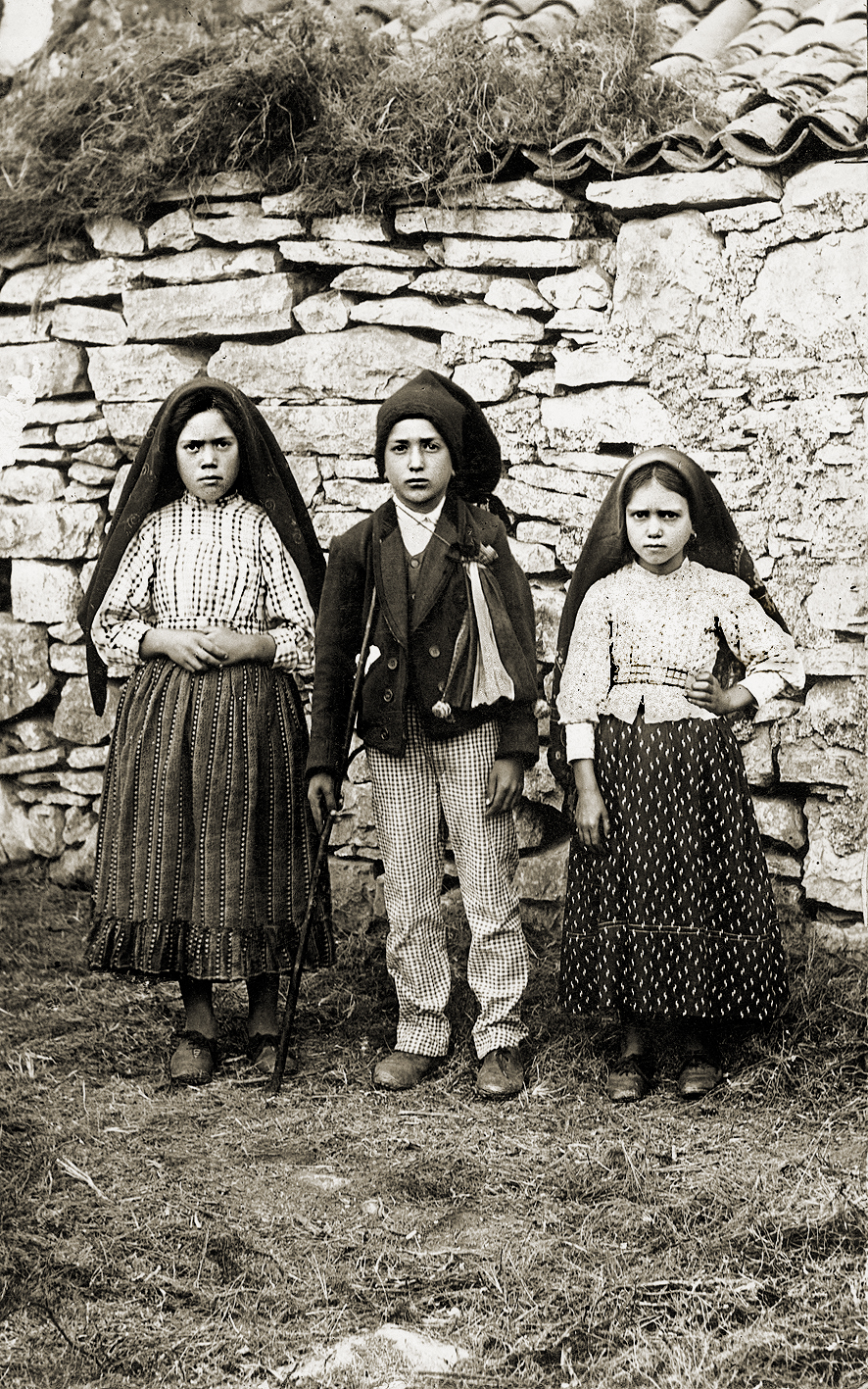
Os três pastorinhos de Fátima: Lúcia, Francisco e Jacinta.

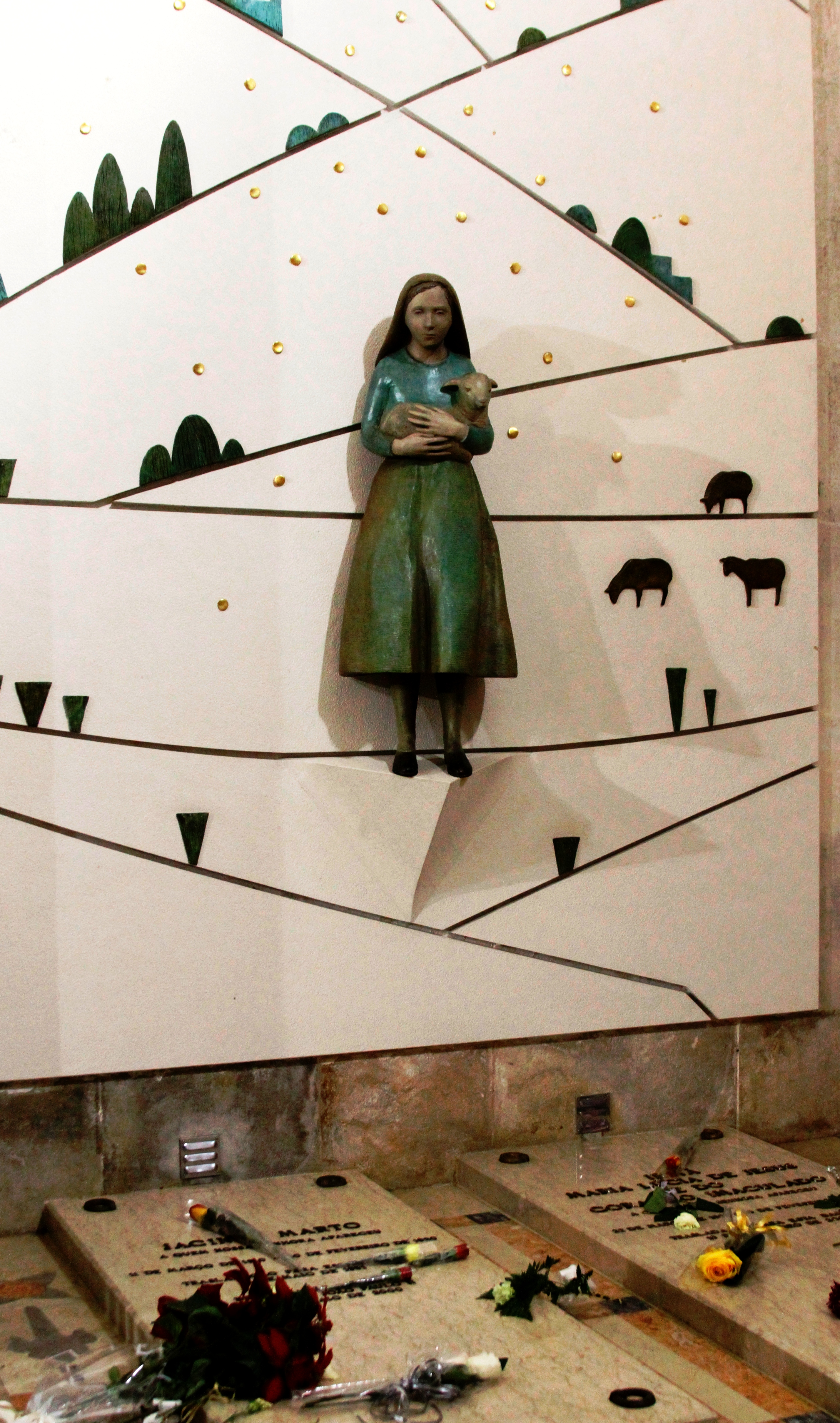
Túmulo de Santa Jacinta Marto no Santuário de Fátima, Portugal.

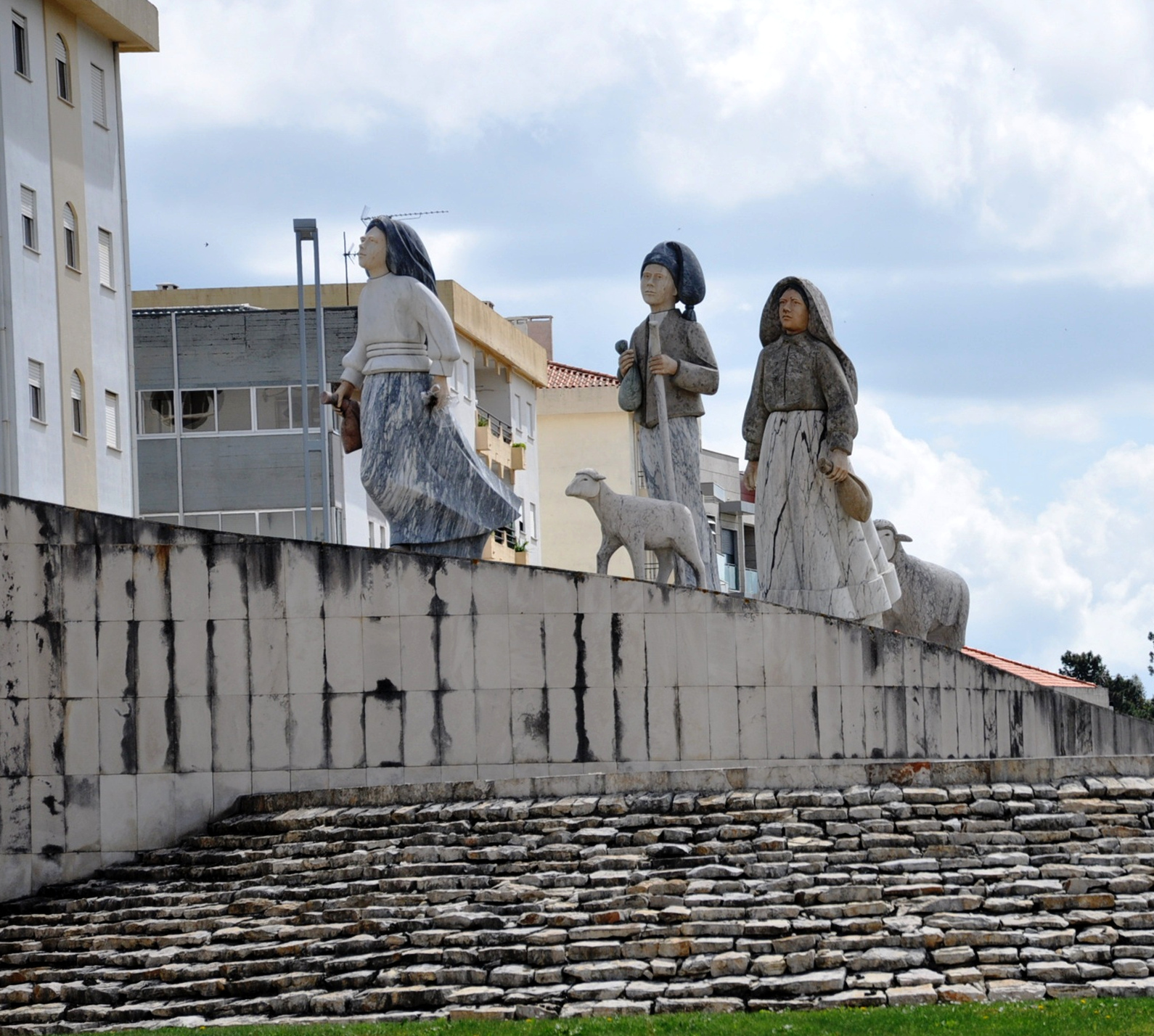
Rotunda-monumento dedicada aos três pastorinhos em Fátima.

Apresenta-se a seguir uma cronologia de alguns eventos históricos relacionados com a vida de Jacinta Marto:
- 11 de março de 1910, pelas 16H00 - Nasce em Aljustrel, Fátima.
- 19 de março de 1910 - É batizada na igreja paroquial de Fátima
- 1916 - Lúcia dos Santos, Francisco e Jacinta Marto assistem a aparições do Anjo de Portugal.
- 1917 - De Maio a Outubro, os três pastorinhos afirmam ver Nossa Senhora na Cova da Iria.
- 23 de dezembro de 1918 - Jacinta e Francisco adoecem, vítimas de pneumónica.
- 21 de janeiro de 1920 - É levada para Lisboa, onde fica internada no Orfanato de Nossa Senhora dos Milagres, na Rua da Estrela, n.º 17, actual Mosteiro do Imaculado Coração de Maria. No dia 2 de Fevereiro de 1920 é levada para o Hospital de Dona Estefânia, em Lisboa.
- 20 de fevereiro de 1920 - Morre no Hospital de Dona Estefânia. É sepultada no cemitério de Vila Nova de Ourém, no jazigo da família do Barão de Alvaiázere.
- 12 de setembro de 1935 - Os seus restos mortais são trasladados para o cemitério de Fátima, data em que a urna foi aberta e revelado o seu corpo incorrupto.
- 1 de maio de 1951 - Os seus restos mortais são trasladados para a Basílica de Nossa Senhora do Rosário, no Santuário de Fátima, onde é sepultada.
- 13 de maio de 1989 - O Papa João Paulo II publica o decreto que proclama a heroicidade das virtudes dos videntes Francisco e Jacinta Marto.
- 13 de maio de 2000 - Beatificação em Fátima dos pastorinhos Francisco e Jacinta Marto pelo Papa João Paulo II.
- 11 de março de 2010 - Celebração do centenário do seu nascimento com a audiência do Papa Bento XVI.
- 12 e 13 de maio de 2010 - O Papa Bento XVI visita o Santuário de Fátima no 10.º aniversário da beatificação dos  pastorinhos Jacinta e Francisco.[9][10]
- 23 de março de 2017 - O Papa Francisco aprova o milagre necessário para a canonização dos beatos Francisco e Jacinta Marto.[11]
- 20 de abril de 2017 - O Papa Francisco confirma a canonização dos beatos Francisco e Jacinta Marto para o dia 13 de maio de 2017, por ocasião das celebrações do Centenário das Aparições de Fátima.[3]
- 12 e 13 de maio de 2017 - O Papa Francisco visita como peregrino o Santuário de Fátima, na comemoração do centenário das Aparições. No dia 13 preside à celebração eucarística e canoniza a beata Jacinta juntamente com o seu irmão Francisco Marto. Os dois irmãos são os mais jovens santos não-mártires na história da Igreja Católica.[12]